# Lijst van ministers-presidenten van Hessen

Wapen van Hessen

Dit is een lijst van ministers-presidenten van de Duitse deelstaat Hessen.

## Ministers-presidenten vanHessenvan deBondsrepubliek Duitsland(1945–heden)
| Nr. | Minister-president van Hessen Ministerpräsident des Landes Hessen | Minister-president van Hessen Ministerpräsident des Landes Hessen | Minister-president van Hessen Ministerpräsident des Landes Hessen | Ambtstermijn     | Ambtstermijn     | Partij |
| --- | ----------------------------------------------------------------- | ----------------------------------------------------------------- | ----------------------------------------------------------------- | ---------------- | ---------------- | ------ |
| 1   |                                                                   |                                                                   | Ludwig Bergsträsser (1883–1960)                                   | 14 april 1945    | 12 oktober 1945  | SPD    |
| 2   |                                                                   |                                                                   | Karl Geiler (1878–1953)                                           | 12 oktober 1945  | 10 december 1946 | O      |
| 3   |                                                                   | Christian Stock                                                   | Christian Stock (1884–1967)                                       | 10 december 1946 | 14 december 1950 | SPD    |
| 4   |                                                                   | Georg-August Zinn                                                 | Georg-August Zinn (1901–1976)                                     | 14 december 1950 | 27 augustus 1969 | SPD    |
| 5   |                                                                   | Albert Osswald                                                    | Albert Osswald (1919–1996)                                        | 27 augustus 1969 | 3 oktober 1976   | SPD    |
| 6   |                                                                   | Holger Börner                                                     | Holger Börner (1931–2006)                                         | 3 oktober 1976   | 12 april 1987    | SPD    |
| 7   |                                                                   | Walter Wallmann                                                   | Walter Wallmann (1932–2013)                                       | 12 april 1987    | 5 april 1991     | CDU    |
| 8   |                                                                   | Hans Eichel                                                       | Hans Eichel (1941)                                                | 5 april 1991     | 7 april 1999     | SPD    |
| 9   |                                                                   | Roland Koch                                                       | Roland Koch (1958)                                                | 19 april 1999    | 31 augustus 2010 | CDU    |
| 10  |                                                                   | Volker Bouffier                                                   | Volker Bouffier (1951)                                            | 31 augustus 2010 | 31 mei 2022      | CDU    |
| 11  |                                                                   | Boris Rhein                                                       | Boris Rhein (1972)                                                | 31 mei 2022      | heden            | CDU    |